# Steatoda sabulosa
Steatoda sabulosa là một loài nhện trong họ Theridiidae.
Loài này thuộc chi Steatoda. Steatoda sabulosa được Albert Tullgren miêu tả năm 1901.